# Zwycięzcy konkursów Letniego Grand Prix w skokach narciarskich

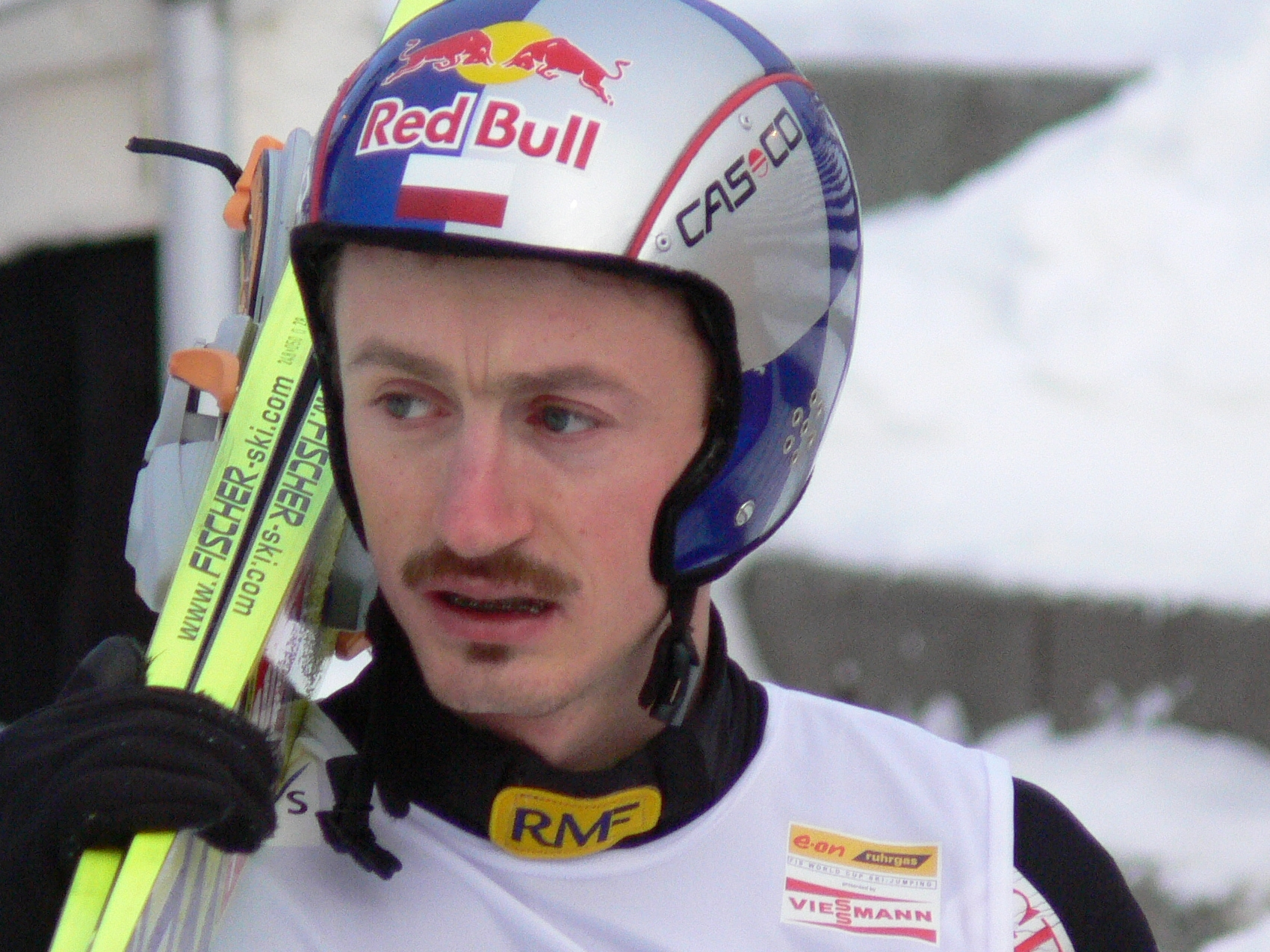
Adam Małysz – zwycięzca 13 indywidualnych konkursów Letniego Grand Prix i trzykrotny triumfator klasyfikacji generalnej

Zwycięzcy konkursów Letniego Grand Prix w skokach narciarskich – zestawienie zawodników i drużyn, które przynajmniej raz odniosły zwycięstwo w konkursach indywidualnych bądź drużynowych Letniego Grand Prix w skokach narciarskich mężczyzn.
Letnie Grand Prix w skokach narciarskich mężczyzn organizowane jest każdego lata przez Międzynarodową Federację Narciarską, w miesiącach pomiędzy lipcem a październikiem. Rywalizacja odbywa się na specjalnie przygotowanych do warunków letnich skoczniach pokrytych igelitem. Pierwotnie konkursy przeprowadzane były wyłącznie w Europie, w kolejnych latach parokrotnie zorganizowano je w Japonii i Kazachstanie (jeden konkurs edycji w 2000 roku miał zostać rozegrany w Korei Południowej, ale został odwołany).
Pierwszą edycję cyklu przeprowadzono w 1994 roku. Od pierwszej edycji, choć regularnie dopiero od 2003 roku, w ramach Letniego Grand Prix odbywają się również zawody drużynowe (w tym sześciokrotnie konkurs drużyn mieszanych, w których udział wzięły zespoły złożone z kobiet i mężczyzn). Niektóre z konkursów zaliczane były również do pomniejszych turniejów – Turnieju Czterech Narodów i Lotos Poland Tour. W 2020 roku, w efekcie pandemii COVID-19, odwołano sześć z ośmiu zaplanowanych konkursów. W związku z tym, że jedynymi zawodami cyklu były dwa konkursy w Wiśle, Międzynarodowa Federacja Narciarska podjęła decyzję o nieprzyznawaniu nagrody dla triumfatora klasyfikacji generalnej.
Najwięcej zwycięstw w klasyfikacji generalnej Letniego Grand Prix mężczyzn odnieśli Adam Małysz i Thomas Morgenstern – obaj trzykrotnie odnieśli triumf w cyklu. Jedynym skoczkiem, który zwyciężył w klasyfikacji generalnej dwa razy z rzędu, jest Masahiko Harada, który dokonał tego w 1997 i 1998 roku. W konkursach indywidualnych najwięcej zwycięstw odnieśli Adam Małysz i Gregor Schlierenzauer – obaj trzynastokrotnie zwyciężyli w zawodach. W klasyfikacji wszech czasów trzecie miejsce zajmuje Kamil Stoch z jedenastoma wygranymi. W zawodach drużynowych najwięcej zwycięstw odniosła reprezentacja Austrii (osiem wygranych, w tym jedna w konkursie mieszanym), drugie miejsce w klasyfikacji wszech czasów zajmuje reprezentacja Polski z siedmioma zwycięstwami, a trzecie Japonii z sześcioma triumfami. Najbardziej utytułowanym zawodnikiem w konkursach drużynowych jest Dawid Kubacki, który drużynowo wygrał siedem razy. Po sześć zwycięstw w zawodach drużynowych mają na koncie Maciej Kot, Thomas Morgenstern i Kamil Stoch.

## Konkursy indywidualne

### Zwycięzcy chronologicznie

#### 1994
| Lp.   | Data       | Miejscowość        | Skocznia |         | Zwycięzca          | Uwagi | Źr.          |
| ----- | ---------- | ------------------ | -------- | ------- | ------------------ | ----- | ------------ |
| 1 (1) | 28.08.1994 | Hinterzarten (GER) | normalna | Japonia | Takanobu Okabe [1] | –     | [ 9 ] [ 10 ] |
| 2 (2) | 01.09.1994 | Predazzo (ITA)     | normalna | Japonia | Takanobu Okabe [2] | –     | [ 9 ] [ 10 ] |
| 3 (3) | 05.09.1994 | Stams (AUT)        | duża     | Japonia | Takanobu Okabe [3] | –     | [ 9 ] [ 10 ] |

#### 1995
| Lp.   | Data       | Miejscowość        | Skocznia |         | Zwycięzca              | Uwagi | Źr.           |
| ----- | ---------- | ------------------ | -------- | ------- | ---------------------- | ----- | ------------- |
| 4 (1) | 19.08.1995 | Kuopio (FIN)       | normalna | Japonia | Kazuyoshi Funaki [1]   | –     | [ 11 ] [ 12 ] |
| 5 (2) | 20.08.1995 | Trondheim (NOR)    | duża     | Czechy  | Zbyněk Krompolc [1]    | –     | [ 11 ] [ 12 ] |
| 6 (3) | 27.08.1995 | Hinterzarten (GER) | normalna | Austria | Andreas Goldberger [1] | –     | [ 11 ] [ 12 ] |
| 7 (4) | 03.09.1995 | Stams (AUT)        | duża     | Austria | Karl-Heinz Dorner [1]  | –     | [ 11 ] [ 12 ] |

#### 1996
| Lp.    | Data       | Miejscowość        | Skocznia |           | Zwycięzca             | Uwagi | Źr.           |
| ------ | ---------- | ------------------ | -------- | --------- | --------------------- | ----- | ------------- |
| 8 (1)  | 18.08.1996 | Trondheim (NOR)    | duża     | Finlandia | Ari-Pekka Nikkola [1] | –     | [ 13 ] [ 14 ] |
| 9 (2)  | 21.08.1996 | Oberhof (GER)      | duża     | Finlandia | Mika Laitinen [1]     | –     | [ 13 ] [ 14 ] |
| 10 (3) | 25.08.1996 | Hinterzarten (GER) | normalna | Finlandia | Ari-Pekka Nikkola [2] | –     | [ 13 ] [ 14 ] |
| 11 (4) | 28.08.1996 | Predazzo (ITA)     | duża     | Japonia   | Masahiko Harada [1]   | –     | [ 13 ] [ 14 ] |
| 12 (5) | 01.09.1996 | Stams (AUT)        | duża     | Japonia   | Masahiko Harada [2]   | –     | [ 13 ] [ 14 ] |

#### 1997
| Lp.    | Data       | Miejscowość        | Skocznia |          | Zwycięzca           | Uwagi | Źr.           |
| ------ | ---------- | ------------------ | -------- | -------- | ------------------- | ----- | ------------- |
| 13 (1) | 14.08.1997 | Courchevel (FRA)   | duża     | Japonia  | Masahiko Harada [3] | –     | [ 15 ] [ 16 ] |
| 14 (2) | 17.08.1997 | Trondheim (NOR)    | duża     | Japonia  | Takanobu Okabe [4]  | –     | [ 15 ] [ 16 ] |
| 15 (3) | 24.08.1997 | Hinterzarten (GER) | normalna | Japonia  | Masahiko Harada [4] | –     | [ 15 ] [ 16 ] |
| 16 (4) | 27.08.1997 | Predazzo (ITA)     | duża     | Japonia  | Masahiko Harada [5] | –     | [ 15 ] [ 16 ] |
| 17 (5) | 31.08.1997 | Stams (AUT)        | duża     | Norwegia | Espen Bredesen [1]  | –     | [ 15 ] [ 16 ] |

#### 1998
| Lp.    | Data       | Miejscowość        | Skocznia |         | Zwycięzca            | Uwagi | Źr.                  |
| ------ | ---------- | ------------------ | -------- | ------- | -------------------- | ----- | -------------------- |
| 18 (1) | 09.08.1998 | Stams (AUT)        | duża     | Japonia | Masahiko Harada [6]  | –     | [ 17 ] [ 18 ] [ 19 ] |
| 19 (2) | 11.08.1998 | Predazzo (ITA)     | duża     | Japonia | Masahiko Harada [7]  | –     | [ 17 ] [ 18 ] [ 19 ] |
| 20 (3) | 14.08.1998 | Courchevel (FRA)   | duża     | Francja | Nicolas Dessum [1]   | –     | [ 17 ] [ 18 ] [ 19 ] |
| 21 (4) | 16.08.1998 | Hinterzarten (GER) | normalna | Japonia | Masahiko Harada [8]  | –     | [ 17 ] [ 18 ] [ 19 ] |
| 22 (5) | 12.09.1998 | Hakuba (JPN)       | duża     | Japonia | Kazuyoshi Funaki [2] | –     | [ 17 ] [ 18 ] [ 19 ] |
| 23 (6) | 13.09.1998 | Hakuba (JPN)       | duża     | Japonia | Masahiko Harada [9]  | –     | [ 17 ] [ 18 ] [ 19 ] |

#### 1999
| Lp.    | Data       | Miejscowość        | Skocznia |         | Zwycięzca            | Uwagi | Źr.                  |
| ------ | ---------- | ------------------ | -------- | ------- | -------------------- | ----- | -------------------- |
| 24 (1) | 08.08.1999 | Hinterzarten (GER) | normalna | Niemcy  | Sven Hannawald [1]   | –     | [ 20 ] [ 21 ] [ 22 ] |
| 25 (2) | 14.08.1999 | Courchevel (FRA)   | duża     | Austria | Andreas Widhölzl [1] | –     | [ 20 ] [ 21 ] [ 22 ] |
| 26 (3) | 22.08.1999 | Stams (AUT)        | duża     | Niemcy  | Martin Schmitt [1]   | –     | [ 20 ] [ 21 ] [ 22 ] |
| 27 (4) | 11.09.1999 | Hakuba (JPN)       | duża     | Niemcy  | Sven Hannawald [2]   | –     | [ 20 ] [ 21 ] [ 22 ] |
| 28 (5) | 15.09.1999 | Sapporo (JPN)      | duża     | Austria | Andreas Widhölzl [2] | –     | [ 20 ] [ 21 ] [ 22 ] |

#### 2000
| Lp.    | Data       | Miejscowość        | Skocznia |           | Zwycięzca             | Uwagi | Źr.           |
| ------ | ---------- | ------------------ | -------- | --------- | --------------------- | ----- | ------------- |
| 29 (1) | 06.08.2000 | Hinterzarten (GER) | normalna | Austria   | Andreas Widhölzl [3]  | –     | [ 23 ] [ 24 ] |
| 30 (2) | 09.08.2000 | Kuopio (FIN)       | duża     | Finlandia | Janne Ahonen [1]      | –     | [ 23 ] [ 24 ] |
| 31 (3) | 12.08.2000 | Villach (AUT)      | normalna | Finlandia | Janne Ahonen [2]      | –     | [ 23 ] [ 24 ] |
| 32 (4) | 14.08.2000 | Courchevel (FRA)   | duża     | Finlandia | Janne Ahonen [3]      | –     | [ 23 ] [ 24 ] |
| 32 (4) | 14.08.2000 | Courchevel (FRA)   | duża     | Japonia   | Hideharu Miyahira [1] | –     | [ 23 ] [ 24 ] |
| 33 (5) | 26.08.2000 | Hakuba (JPN)       | duża     | Finlandia | Matti Hautamäki [1]   | –     | [ 23 ] [ 24 ] |
| 34 (6) | 27.08.2000 | Hakuba (JPN)       | duża     | Finlandia | Janne Ahonen [4]      | –     | [ 23 ] [ 24 ] |
| 35 (7) | 02.09.2000 | Sapporo (JPN)      | duża     | Japonia   | Hideharu Miyahira [2] | –     | [ 23 ] [ 24 ] |
| 36 (8) | 03.09.2000 | Sapporo (JPN)      | duża     | Finlandia | Janne Ahonen [5]      | –     | [ 23 ] [ 24 ] |

#### 2001
| Lp.    | Data       | Miejscowość        | Skocznia |         | Zwycięzca             | Uwagi | Źr.           |
| ------ | ---------- | ------------------ | -------- | ------- | --------------------- | ----- | ------------- |
| 37 (1) | 11.08.2001 | Hinterzarten (GER) | normalna | Polska  | Adam Małysz [1]       | –     | [ 25 ] [ 26 ] |
| 38 (2) | 12.08.2001 | Hinterzarten (GER) | normalna | Austria | Martin Höllwarth [1]  | –     | [ 25 ] [ 26 ] |
| 39 (3) | 14.08.2001 | Courchevel (FRA)   | duża     | Austria | Andreas Widhölzl [4]  | –     | [ 25 ] [ 26 ] |
| 40 (4) | 18.08.2001 | Stams (AUT)        | duża     | Włochy  | Roberto Cecon [1]     | –     | [ 25 ] [ 26 ] |
| 41 (5) | 05.09.2001 | Sapporo (JPN)      | duża     | Austria | Stefan Horngacher [1] | –     | [ 25 ] [ 26 ] |
| 42 (6) | 08.09.2001 | Hakuba (JPN)       | duża     | Austria | Stefan Horngacher [2] | –     | [ 25 ] [ 26 ] |
| 43 (7) | 09.09.2001 | Hakuba (JPN)       | duża     | Japonia | Masahiko Harada [10]  | –     | [ 25 ] [ 26 ] |

#### 2002
| Lp.    | Data       | Miejscowość        | Skocznia |         | Zwycięzca            | Uwagi | Źr.           |
| ------ | ---------- | ------------------ | -------- | ------- | -------------------- | ----- | ------------- |
| 44 (1) | 10.08.2002 | Hinterzarten (GER) | normalna | Austria | Andreas Widhölzl [5] | –     | [ 27 ] [ 28 ] |
| 45 (2) | 11.08.2002 | Hinterzarten (GER) | normalna | Austria | Andreas Widhölzl [6] | –     | [ 27 ] [ 28 ] |
| 46 (3) | 14.08.2002 | Courchevel (FRA)   | duża     | Austria | Andreas Widhölzl [7] | –     | [ 27 ] [ 28 ] |
| 47 (4) | 06.09.2002 | Lahti (FIN)        | duża     | Austria | Andreas Widhölzl [8] | –     | [ 27 ] [ 28 ] |
| 48 (5) | 07.09.2002 | Lahti (FIN)        | duża     | Austria | Andreas Widhölzl [9] | –     | [ 27 ] [ 28 ] |
| 49 (6) | 14.09.2002 | Innsbruck (AUT)    | duża     | Austria | Martin Höllwarth [2] | –     | [ 27 ] [ 28 ] |

#### 2003
| Lp.    | Data       | Miejscowość        | Skocznia |           | Zwycięzca              | Uwagi | Źr.           |
| ------ | ---------- | ------------------ | -------- | --------- | ---------------------- | ----- | ------------- |
| 50 (1) | 10.08.2003 | Hinterzarten (GER) | normalna | Austria   | Thomas Morgenstern [1] | –     | [ 29 ] [ 30 ] |
| 51 (2) | 14.08.2003 | Courchevel (FRA)   | duża     | Norwegia  | Sigurd Pettersen [1]   | –     | [ 29 ] [ 30 ] |
| 52 (3) | 29.08.2003 | Predazzo (ITA)     | duża     | Finlandia | Akseli Kokkonen [1]    | –     | [ 29 ] [ 30 ] |
| 53 (4) | 31.08.2003 | Innsbruck (AUT)    | duża     | Niemcy    | Maximilian Mechler [1] | –     | [ 29 ] [ 30 ] |

#### 2004
| Lp.    | Data       | Miejscowość        | Skocznia |          | Zwycięzca            | Uwagi | Źr.           |
| ------ | ---------- | ------------------ | -------- | -------- | -------------------- | ----- | ------------- |
| 54 (1) | 31.07.2004 | Hinterzarten (GER) | normalna | Polska   | Adam Małysz [2]      | –     | [ 31 ] [ 32 ] |
| 55 (2) | 07.08.2004 | Courchevel (FRA)   | duża     | Polska   | Adam Małysz [3]      | –     | [ 31 ] [ 32 ] |
| 56 (3) | 04.09.2004 | Zakopane (POL)     | duża     | Polska   | Adam Małysz [4]      | –     | [ 31 ] [ 32 ] |
| 57 (4) | 08.09.2004 | Predazzo (ITA)     | duża     | Polska   | Adam Małysz [5]      | –     | [ 31 ] [ 32 ] |
| 58 (5) | 12.09.2004 | Innsbruck (AUT)    | duża     | Norwegia | Daniel Forfang [1]   | –     | [ 31 ] [ 32 ] |
| 59 (6) | 25.09.2004 | Hakuba (JPN)       | duża     | Norwegia | Daniel Forfang [2]   | –     | [ 31 ] [ 32 ] |
| 60 (7) | 26.09.2004 | Hakuba (JPN)       | duża     | Austria  | Martin Höllwarth [3] | –     | [ 31 ] [ 32 ] |

#### 2005
| Lp.    | Data       | Miejscowość         | Skocznia |            | Zwycięzca              | Uwagi | Źr.           |
| ------ | ---------- | ------------------- | -------- | ---------- | ---------------------- | ----- | ------------- |
| 61 (1) | 07.08.2005 | Hinterzarten (GER)  | normalna | Austria    | Wolfgang Loitzl [1]    | –     | [ 33 ] [ 34 ] |
| 62 (2) | 13.08.2005 | Einsiedeln (SUI)    | duża     | Słowenia   | Robert Kranjec [1]     | –     | [ 33 ] [ 34 ] |
| 63 (3) | 14.08.2005 | Courchevel (FRA)    | duża     | Austria    | Thomas Morgenstern [2] | –     | [ 33 ] [ 34 ] |
| 64 (4) | 27.08.2005 | Zakopane (POL)      | duża     | Czechy     | Jakub Janda [1]        | –     | [ 33 ] [ 34 ] |
| 65 (5) | 31.08.2005 | Predazzo (ITA)      | duża     | Czechy     | Jakub Janda [2]        | –     | [ 33 ] [ 34 ] |
| 66 (6) | 03.09.2005 | Bischofshofen (AUT) | duża     | Szwajcaria | Andreas Küttel [1]     | –     | [ 33 ] [ 34 ] |
| 67 (7) | 10.09.2005 | Hakuba (JPN)        | duża     | Czechy     | Jakub Janda [3]        | –     | [ 33 ] [ 34 ] |
| 68 (8) | 11.09.2005 | Hakuba (JPN)        | duża     | Czechy     | Jakub Janda [4]        | –     | [ 33 ] [ 34 ] |

#### 2006
| Lp.     | Data       | Miejscowość        | Skocznia |            | Zwycięzca                 | Uwagi | Źr.           |
| ------- | ---------- | ------------------ | -------- | ---------- | ------------------------- | ----- | ------------- |
| 69 (1)  | 06.08.2006 | Hinterzarten (GER) | normalna | Niemcy     | Georg Späth [1]           | TCN   | [ 35 ] [ 36 ] |
| 70 (2)  | 08.08.2006 | Predazzo (ITA)     | duża     | Polska     | Adam Małysz [6]           | TCN   | [ 35 ] [ 36 ] |
| 71 (3)  | 12.08.2006 | Einsiedeln (SUI)   | duża     | Austria    | Andreas Kofler [1]        | TCN   | [ 35 ] [ 36 ] |
| 72 (4)  | 14.08.2006 | Courchevel (FRA)   | duża     | Austria    | Gregor Schlierenzauer [1] | TCN   | [ 35 ] [ 36 ] |
| 73 (5)  | 26.08.2006 | Zakopane (POL)     | duża     | Polska     | Adam Małysz [7]           | –     | [ 35 ] [ 36 ] |
| 74 (6)  | 02.09.2006 | Kranj (SLO)        | normalna | Szwajcaria | Simon Ammann [1]          | –     | [ 35 ] [ 36 ] |
| 75 (7)  | 09.09.2006 | Hakuba (JPN)       | duża     | Finlandia  | Janne Happonen [1]        | –     | [ 35 ] [ 36 ] |
| 76 (8)  | 10.09.2006 | Hakuba (JPN)       | duża     | Finlandia  | Janne Happonen [2]        | –     | [ 35 ] [ 36 ] |
| 77 (9)  | 30.09.2006 | Klingenthal (GER)  | duża     | Polska     | Adam Małysz [8]           | –     | [ 35 ] [ 36 ] |
| 78 (10) | 03.10.2006 | Oberhof (GER)      | duża     | Polska     | Adam Małysz [9]           | –     | [ 35 ] [ 36 ] |

#### 2007
| Lp.     | Data       | Miejscowość        | Skocznia |            | Zwycięzca                 | Uwagi | Źr.           |
| ------- | ---------- | ------------------ | -------- | ---------- | ------------------------- | ----- | ------------- |
| 79 (1)  | 12.08.2007 | Hinterzarten (GER) | normalna | Austria    | Thomas Morgenstern [3]    | TCN   | [ 37 ] [ 38 ] |
| 80 (2)  | 14.08.2007 | Courchevel (FRA)   | duża     | Norwegia   | Bjørn Einar Romøren [1]   | TCN   | [ 37 ] [ 38 ] |
| 81 (3)  | 16.08.2007 | Pragelato (ITA)    | duża     | Austria    | Gregor Schlierenzauer [2] | TCN   | [ 37 ] [ 38 ] |
| 82 (4)  | 18.08.2007 | Einsiedeln (SUI)   | duża     | Austria    | Thomas Morgenstern [4]    | TCN   | [ 37 ] [ 38 ] |
| 83 (5)  | 24.08.2007 | Zakopane (POL)     | duża     | Austria    | Thomas Morgenstern [5]    | –     | [ 37 ] [ 38 ] |
| 84 (6)  | 25.08.2007 | Zakopane (POL)     | duża     | Polska     | Adam Małysz [10]          | –     | [ 37 ] [ 38 ] |
| 85 (7)  | 08.09.2007 | Hakuba (JPN)       | duża     | Szwajcaria | Andreas Küttel [2]        | –     | [ 37 ] [ 38 ] |
| 86 (8)  | 09.09.2007 | Hakuba (JPN)       | duża     | Japonia    | Shōhei Tochimoto [1]      | –     | [ 37 ] [ 38 ] |
| 87 (9)  | 03.10.2007 | Oberhof (GER)      | duża     | Polska     | Kamil Stoch [1]           | –     | [ 37 ] [ 38 ] |
| 88 (10) | 06.10.2007 | Klingenthal (GER)  | duża     | Austria    | Gregor Schlierenzauer [3] | –     | [ 37 ] [ 38 ] |

#### 2008
| Lp.     | Data       | Miejscowość        | Skocznia |            | Zwycięzca                 | Uwagi | Źr.           |
| ------- | ---------- | ------------------ | -------- | ---------- | ------------------------- | ----- | ------------- |
| 89 (1)  | 27.07.2008 | Hinterzarten (GER) | normalna | Niemcy     | Georg Späth [2]           | TCN   | [ 39 ] [ 40 ] |
| 90 (2)  | 01.08.2008 | Einsiedeln (SUI)   | duża     | Austria    | Andreas Kofler [2]        | TCN   | [ 39 ] [ 40 ] |
| 91 (3)  | 03.08.2008 | Courchevel (FRA)   | duża     | Finlandia  | Harri Olli [1]            | TCN   | [ 39 ] [ 40 ] |
| 92 (4)  | 05.08.2008 | Pragelato (ITA)    | duża     | Austria    | Gregor Schlierenzauer [4] | TCN   | [ 39 ] [ 40 ] |
| 93 (5)  | 30.08.2008 | Zakopane (POL)     | duża     | Austria    | Gregor Schlierenzauer [5] | –     | [ 39 ] [ 40 ] |
| 94 (6)  | 30.08.2008 | Zakopane (POL)     | duża     | Austria    | Gregor Schlierenzauer [6] | –     | [ 39 ] [ 40 ] |
| 95 (7)  | 13.09.2008 | Hakuba (JPN)       | duża     | Szwajcaria | Simon Ammann [2]          | –     | [ 39 ] [ 40 ] |
| 96 (8)  | 14.09.2008 | Hakuba (JPN)       | duża     | Szwajcaria | Simon Ammann [3]          | –     | [ 39 ] [ 40 ] |
| 97 (9)  | 03.10.2008 | Klingenthal (GER)  | duża     | Austria    | Gregor Schlierenzauer [7] | –     | [ 39 ] [ 40 ] |
| 98 (10) | 04.10.2008 | Liberec (CZE)      | duża     | Austria    | Gregor Schlierenzauer [8] | –     | [ 39 ] [ 40 ] |

#### 2009
| Lp.     | Data       | Miejscowość        | Skocznia |            | Zwycięzca                  | Uwagi | Źr.           |
| ------- | ---------- | ------------------ | -------- | ---------- | -------------------------- | ----- | ------------- |
| 99 (1)  | 09.08.2009 | Hinterzarten (GER) | normalna | Szwajcaria | Simon Ammann [4]           | TCN   | [ 41 ] [ 42 ] |
| 100 (2) | 12.08.2009 | Pragelato (ITA)    | duża     | Szwajcaria | Simon Ammann [5]           | TCN   | [ 41 ] [ 42 ] |
| 101 (3) | 14.08.2009 | Courchevel (FRA)   | duża     | Szwajcaria | Simon Ammann [6]           | TCN   | [ 41 ] [ 42 ] |
| 102 (4) | 16.08.2009 | Einsiedeln (SUI)   | duża     | Norwegia   | Bjørn Einar Romøren [2]    | TCN   | [ 41 ] [ 42 ] |
| 103 (5) | 22.08.2009 | Zakopane (POL)     | duża     | Austria    | Gregor Schlierenzauer [9]  | –     | [ 41 ] [ 42 ] |
| 104 (6) | 23.08.2009 | Zakopane (POL)     | duża     | Norwegia   | Anders Jacobsen [1]        | –     | [ 41 ] [ 42 ] |
| 105 (7) | 29.08.2009 | Hakuba (JPN)       | duża     | Japonia    | Noriaki Kasai [1]          | –     | [ 41 ] [ 42 ] |
| 106 (8) | 30.08.2009 | Hakuba (JPN)       | duża     | Słowenia   | Robert Kranjec [2]         | –     | [ 41 ] [ 42 ] |
| 107 (9) | 03.10.2009 | Klingenthal (GER)  | duża     | Austria    | Gregor Schlierenzauer [10] | –     | [ 41 ] [ 42 ] |

#### 2010
| Lp.     | Data       | Miejscowość        | Skocznia |         | Zwycięzca        | Uwagi | Źr.           |
| ------- | ---------- | ------------------ | -------- | ------- | ---------------- | ----- | ------------- |
| 108 (1) | 08.08.2010 | Hinterzarten (GER) | normalna | Polska  | Adam Małysz [11] | TN    | [ 43 ] [ 44 ] |
| 109 (2) | 13.08.2010 | Courchevel (FRA)   | duża     | Japonia | Daiki Itō [1]    | TN    | [ 43 ] [ 44 ] |
| 110 (3) | 15.08.2010 | Einsiedeln (SUI)   | duża     | Japonia | Daiki Itō [2]    | TN    | [ 43 ] [ 44 ] |
| 111 (4) | 20.08.2010 | Wisła (POL)        | duża     | Polska  | Adam Małysz [12] | –     | [ 43 ] [ 44 ] |
| 112 (5) | 21.08.2010 | Wisła (POL)        | duża     | Polska  | Kamil Stoch [2]  | –     | [ 43 ] [ 44 ] |
| 113 (6) | 28.08.2010 | Hakuba (JPN)       | duża     | Japonia | Daiki Itō [3]    | –     | [ 43 ] [ 44 ] |
| 114 (7) | 29.08.2010 | Hakuba (JPN)       | duża     | Polska  | Kamil Stoch [3]  | –     | [ 43 ] [ 44 ] |
| 115 (8) | 01.10.2010 | Liberec (CZE)      | duża     | Polska  | Adam Małysz [13] | –     | [ 43 ] [ 44 ] |
| 116 (9) | 03.10.2010 | Klingenthal (GER)  | duża     | Polska  | Kamil Stoch [4]  | –     | [ 43 ] [ 44 ] |

#### 2011
| Lp.      | Data       | Miejscowość        | Skocznia |          | Zwycięzca                  | Uwagi | Źr.           |
| -------- | ---------- | ------------------ | -------- | -------- | -------------------------- | ----- | ------------- |
| 117 (1)  | 17.07.2011 | Wisła (POL)        | duża     | Austria  | Thomas Morgenstern [6]     | LPT   | [ 45 ] [ 46 ] |
| 118 (2)  | 20.07.2011 | Szczyrk (POL)      | normalna | Austria  | Thomas Morgenstern [7]     | LPT   | [ 45 ] [ 46 ] |
| 119 (3)  | 23.07.2011 | Zakopane (POL)     | duża     | Austria  | Thomas Morgenstern [8]     | LPT   | [ 45 ] [ 46 ] |
| 120 (4)  | 07.08.2011 | Hinterzarten (GER) | normalna | Austria  | Thomas Morgenstern [9]     | –     | [ 45 ] [ 46 ] |
| 121 (5)  | 12.08.2011 | Courchevel (FRA)   | duża     | Austria  | Thomas Morgenstern [10]    | –     | [ 45 ] [ 46 ] |
| 122 (6)  | 14.08.2011 | Einsiedeln (SUI)   | duża     | Polska   | Kamil Stoch [5]            | –     | [ 45 ] [ 46 ] |
| 123 (7)  | 26.08.2011 | Hakuba (JPN)       | duża     | Norwegia | Tom Hilde [1]              | –     | [ 45 ] [ 46 ] |
| 124 (8)  | 27.08.2011 | Hakuba (JPN)       | duża     | Norwegia | Tom Hilde [2]              | –     | [ 45 ] [ 46 ] |
| 125 (9)  | 30.08.2011 | Ałmaty (KAZ)       | duża     | Słowenia | Jurij Tepeš [1]            | –     | [ 45 ] [ 46 ] |
| 126 (10) | 01.10.2011 | Hinzenbach (AUT)   | normalna | Austria  | Gregor Schlierenzauer [11] | –     | [ 45 ] [ 46 ] |
| 127 (11) | 03.10.2011 | Klingenthal (GER)  | duża     | Polska   | Kamil Stoch [6]            | –     | [ 45 ] [ 46 ] |

#### 2012
| Lp.     | Data       | Miejscowość        | Skocznia |          | Zwycięzca          | Uwagi | Źr.           |
| ------- | ---------- | ------------------ | -------- | -------- | ------------------ | ----- | ------------- |
| 128 (1) | 21.07.2012 | Wisła (POL)        | duża     | Polska   | Maciej Kot [1]     | –     | [ 47 ] [ 48 ] |
| 129 (2) | 15.08.2012 | Courchevel (FRA)   | duża     | Japonia  | Reruhi Shimizu [1] | –     | [ 47 ] [ 48 ] |
| 130 (3) | 19.08.2012 | Hinterzarten (GER) | normalna | Niemcy   | Andreas Wank [1]   | –     | [ 47 ] [ 48 ] |
| 131 (4) | 25.08.2012 | Hakuba (JPN)       | duża     | Niemcy   | Andreas Wank [2]   | –     | [ 47 ] [ 48 ] |
| 132 (5) | 26.08.2012 | Hakuba (JPN)       | duża     | Niemcy   | Andreas Wank [3]   | –     | [ 47 ] [ 48 ] |
| 133 (6) | 22.09.2012 | Ałmaty (KAZ)       | duża     | Słowenia | Jurij Tepeš [2]    | –     | [ 47 ] [ 48 ] |
| 134 (7) | 23.09.2012 | Ałmaty (KAZ)       | duża     | Japonia  | Taku Takeuchi [1]  | –     | [ 47 ] [ 48 ] |
| 135 (8) | 30.09.2012 | Hinzenbach (AUT)   | normalna | Polska   | Maciej Kot [2]     | –     | [ 47 ] [ 48 ] |
| 136 (9) | 03.10.2012 | Klingenthal (GER)  | duża     | Niemcy   | Severin Freund [1] | –     | [ 47 ] [ 48 ] |

#### 2013
| Lp.      | Data       | Miejscowość        | Skocznia |          | Zwycięzca             | Uwagi | Źr.           |
| -------- | ---------- | ------------------ | -------- | -------- | --------------------- | ----- | ------------- |
| 137 (1)  | 28.07.2013 | Hinterzarten (GER) | normalna | Niemcy   | Richard Freitag [1]   | –     | [ 49 ] [ 50 ] |
| 138 (2)  | 03.08.2013 | Wisła (POL)        | duża     | Niemcy   | Andreas Wellinger [1] | –     | [ 49 ] [ 50 ] |
| 139 (3)  | 15.08.2013 | Courchevel (FRA)   | duża     | Niemcy   | Andreas Wellinger [2] | –     | [ 49 ] [ 50 ] |
| 140 (4)  | 17.08.2013 | Einsiedeln (SUI)   | duża     | Polska   | Kamil Stoch [7]       | –     | [ 49 ] [ 50 ] |
| 141 (5)  | 23.08.2013 | Hakuba (JPN)       | duża     | Polska   | Krzysztof Biegun [1]  | –     | [ 49 ] [ 50 ] |
| 142 (6)  | 24.08.2013 | Hakuba (JPN)       | duża     | Słowenia | Jernej Damjan [1]     | –     | [ 49 ] [ 50 ] |
| 142 (6)  | 24.08.2013 | Hakuba (JPN)       | duża     | Japonia  | Noriaki Kasai [2]     | –     | [ 49 ] [ 50 ] |
| 143 (7)  | 14.09.2013 | Niżny Tagił (RUS)  | normalna | Norwegia | Anders Bardal [1]     | –     | [ 49 ] [ 50 ] |
| 144 (8)  | 15.09.2013 | Niżny Tagił (RUS)  | duża     | Czechy   | Jakub Janda [5]       | –     | [ 49 ] [ 50 ] |
| 145 (9)  | 21.09.2013 | Ałmaty (KAZ)       | duża     | Norwegia | Anders Bardal [2]     | –     | [ 49 ] [ 50 ] |
| 146 (10) | 22.09.2013 | Ałmaty (KAZ)       | duża     | Słowenia | Matjaž Pungertar [1]  | –     | [ 49 ] [ 50 ] |
| 147 (11) | 03.10.2013 | Klingenthal (GER)  | duża     | Niemcy   | Andreas Wellinger [3] | –     | [ 49 ] [ 50 ] |

#### 2014
| Lp.     | Data       | Miejscowość       | Skocznia |          | Zwycięzca                  | Uwagi | Źr.           |
| ------- | ---------- | ----------------- | -------- | -------- | -------------------------- | ----- | ------------- |
| 148 (1) | 26.07.2014 | Wisła (POL)       | duża     | Słowenia | Peter Prevc [1]            | –     | [ 51 ] [ 52 ] |
| 149 (2) | 09.08.2014 | Einsiedeln (SUI)  | duża     | Austria  | Gregor Schlierenzauer [12] | –     | [ 51 ] [ 52 ] |
| 150 (3) | 15.08.2014 | Courchevel (FRA)  | duża     | Norwegia | Andreas Stjernen [1]       | –     | [ 51 ] [ 52 ] |
| 151 (4) | 23.08.2014 | Hakuba (JPN)      | duża     | Norwegia | Phillip Sjøen [1]          | –     | [ 51 ] [ 52 ] |
| 152 (5) | 24.08.2014 | Hakuba (JPN)      | duża     | Norwegia | Phillip Sjøen [2]          | –     | [ 51 ] [ 52 ] |
| 153 (6) | 20.09.2014 | Ałmaty (KAZ)      | duża     | Słowenia | Jernej Damjan [2]          | –     | [ 51 ] [ 52 ] |
| 154 (7) | 21.09.2014 | Ałmaty (KAZ)      | duża     | Japonia  | Taku Takeuchi [2]          | –     | [ 51 ] [ 52 ] |
| 155 (8) | 28.09.2014 | Hinzenbach (AUT)  | normalna | Czechy   | Roman Koudelka [1]         | –     | [ 51 ] [ 52 ] |
| 156 (9) | 04.10.2014 | Klingenthal (GER) | duża     | Niemcy   | Richard Freitag [2]        | –     | [ 51 ] [ 52 ] |

#### 2015
| Lp.      | Data       | Miejscowość        | Skocznia |          | Zwycięzca                  | Uwagi | Źr.           |
| -------- | ---------- | ------------------ | -------- | -------- | -------------------------- | ----- | ------------- |
| 157 (1)  | 01.08.2015 | Wisła (POL)        | duża     | Polska   | Dawid Kubacki [1]          | –     | [ 53 ] [ 54 ] |
| 158 (2)  | 08.08.2015 | Hinterzarten (GER) | normalna | Polska   | Dawid Kubacki [2]          | –     | [ 53 ] [ 54 ] |
| 159 (3)  | 14.08.2015 | Courchevel (FRA)   | duża     | Niemcy   | Severin Freund [2]         | –     | [ 53 ] [ 54 ] |
| 160 (4)  | 15.08.2015 | Einsiedeln (SUI)   | duża     | Niemcy   | Severin Freund [3]         | –     | [ 53 ] [ 54 ] |
| 161 (5)  | 29.08.2015 | Hakuba (JPN)       | duża     | Niemcy   | Michael Neumayer [1]       | –     | [ 53 ] [ 54 ] |
| 162 (6)  | 30.08.2015 | Hakuba (JPN)       | duża     | Japonia  | Kento Sakuyama [1]         | –     | [ 53 ] [ 54 ] |
| 163 (7)  | 05.09.2015 | Czajkowskij (RUS)  | normalna | Norwegia | Kenneth Gangnes [1]        | –     | [ 53 ] [ 54 ] |
| 164 (8)  | 06.09.2015 | Czajkowskij (RUS)  | duża     | Norwegia | Kenneth Gangnes [2]        | –     | [ 53 ] [ 54 ] |
| 165 (9)  | 12.09.2015 | Ałmaty (KAZ)       | duża     | Austria  | Stefan Kraft [1]           | –     | [ 53 ] [ 54 ] |
| 166 (10) | 13.09.2015 | Ałmaty (KAZ)       | duża     | Japonia  | Junshirō Kobayashi [1]     | –     | [ 53 ] [ 54 ] |
| 167 (11) | 27.09.2015 | Hinzenbach (AUT)   | normalna | Austria  | Gregor Schlierenzauer [13] | –     | [ 53 ] [ 54 ] |

#### 2016
| Lp.      | Data       | Miejscowość        | Skocznia |          | Zwycięzca             | Uwagi | Źr.           |
| -------- | ---------- | ------------------ | -------- | -------- | --------------------- | ----- | ------------- |
| 168 (1)  | 16.07.2016 | Courchevel (FRA)   | duża     | Polska   | Maciej Kot [3]        | –     | [ 55 ] [ 56 ] |
| 169 (2)  | 23.07.2016 | Wisła (POL)        | duża     | Polska   | Maciej Kot [4]        | –     | [ 55 ] [ 56 ] |
| 170 (3)  | 30.07.2016 | Hinterzarten (GER) | normalna | Niemcy   | Andreas Wellinger [4] | –     | [ 55 ] [ 56 ] |
| 171 (4)  | 06.08.2016 | Einsiedeln (SUI)   | duża     | Polska   | Maciej Kot [5]        | –     | [ 55 ] [ 56 ] |
| 172 (5)  | 27.08.2016 | Hakuba (JPN)       | duża     | Norwegia | Anders Fannemel [1]   | –     | [ 55 ] [ 56 ] |
| 173 (6)  | 28.08.2016 | Hakuba (JPN)       | duża     | Japonia  | Taku Takeuchi [3]     | –     | [ 55 ] [ 56 ] |
| 174 (7)  | 10.09.2016 | Czajkowskij (RUS)  | duża     | Słowenia | Robert Kranjec [3]    | –     | [ 55 ] [ 56 ] |
| 175 (8)  | 11.09.2016 | Czajkowskij (RUS)  | duża     | Słowenia | Anže Semenič [1]      | –     | [ 55 ] [ 56 ] |
| 176 (9)  | 01.10.2016 | Hinzenbach (AUT)   | normalna | Polska   | Maciej Kot [6]        | –     | [ 55 ] [ 56 ] |
| 177 (10) | 02.10.2016 | Klingenthal (GER)  | duża     | Polska   | Maciej Kot [7]        | –     | [ 55 ] [ 56 ] |

#### 2017
| Lp.     | Data       | Miejscowość        | Skocznia |          | Zwycięzca              | Uwagi | Źr.           |
| ------- | ---------- | ------------------ | -------- | -------- | ---------------------- | ----- | ------------- |
| 178 (1) | 15.07.2017 | Wisła (POL)        | duża     | Polska   | Dawid Kubacki [3]      | –     | [ 57 ] [ 58 ] |
| 179 (2) | 29.07.2017 | Hinterzarten (GER) | normalna | Polska   | Dawid Kubacki [4]      | –     | [ 57 ] [ 58 ] |
| 180 (3) | 12.08.2017 | Courchevel (FRA)   | duża     | Polska   | Dawid Kubacki [5]      | –     | [ 57 ] [ 58 ] |
| 181 (4) | 26.08.2017 | Hakuba (JPN)       | duża     | Japonia  | Junshirō Kobayashi [2] | –     | [ 57 ] [ 58 ] |
| 182 (5) | 27.08.2017 | Hakuba (JPN)       | duża     | Japonia  | Junshirō Kobayashi [3] | –     | [ 57 ] [ 58 ] |
| 183 (6) | 09.09.2017 | Czajkowskij (RUS)  | duża     | Słowenia | Anže Lanišek [1]       | –     | [ 57 ] [ 58 ] |
| 184 (7) | 10.09.2017 | Czajkowskij (RUS)  | normalna | Słowenia | Anže Lanišek [2]       | –     | [ 57 ] [ 58 ] |
| 185 (8) | 01.10.2017 | Hinzenbach (AUT)   | normalna | Polska   | Dawid Kubacki [6]      | –     | [ 57 ] [ 58 ] |
| 186 (9) | 03.10.2017 | Klingenthal (GER)  | duża     | Polska   | Dawid Kubacki [7]      | –     | [ 57 ] [ 58 ] |

#### 2018
| Lp.     | Data       | Miejscowość        | Skocznia |         | Zwycięzca            | Uwagi | Źr.           |
| ------- | ---------- | ------------------ | -------- | ------- | -------------------- | ----- | ------------- |
| 187 (1) | 22.07.2018 | Wisła (POL)        | duża     | Polska  | Kamil Stoch [8]      | –     | [ 59 ] [ 60 ] |
| 188 (2) | 28.07.2018 | Hinterzarten (GER) | normalna | Polska  | Kamil Stoch [9]      | –     | [ 59 ] [ 60 ] |
| 189 (3) | 04.08.2018 | Einsiedeln (SUI)   | duża     | Polska  | Kamil Stoch [10]     | –     | [ 59 ] [ 60 ] |
| 189 (3) | 04.08.2018 | Einsiedeln (SUI)   | duża     | Polska  | Piotr Żyła [1]       | –     | [ 59 ] [ 60 ] |
| 190 (4) | 11.08.2018 | Courchevel (FRA)   | duża     | Rosja   | Jewgienij Klimow [1] | –     | [ 59 ] [ 60 ] |
| 191 (5) | 24.08.2018 | Hakuba (JPN)       | duża     | Japonia | Ryōyū Kobayashi [1]  | –     | [ 59 ] [ 60 ] |
| 192 (6) | 25.08.2018 | Hakuba (JPN)       | duża     | Japonia | Ryōyū Kobayashi [2]  | –     | [ 59 ] [ 60 ] |
| 193 (7) | 22.09.2018 | Râșnov (ROM)       | normalna | Niemcy  | Karl Geiger [1]      | –     | [ 59 ] [ 60 ] |
| 194 (8) | 23.09.2018 | Râșnov (ROM)       | normalna | Niemcy  | Karl Geiger [2]      | –     | [ 59 ] [ 60 ] |
| 195 (9) | 30.09.2018 | Hinzenbach (AUT)   | normalna | Austria | Daniel Huber [1]     | –     | [ 59 ] [ 60 ] |

#### 2019
| Lp.     | Data       | Miejscowość        | Skocznia |          | Zwycięzca           | Uwagi | Źr.           |
| ------- | ---------- | ------------------ | -------- | -------- | ------------------- | ----- | ------------- |
| 196 (1) | 21.07.2019 | Wisła (POL)        | duża     | Słowenia | Timi Zajc [1]       | –     | [ 61 ] [ 62 ] |
| 197 (2) | 27.07.2019 | Hinterzarten (GER) | normalna | Niemcy   | Karl Geiger [3]     | –     | [ 61 ] [ 62 ] |
| 198 (3) | 10.08.2019 | Courchevel (FRA)   | duża     | Słowenia | Timi Zajc [2]       | –     | [ 61 ] [ 62 ] |
| 199 (4) | 18.08.2019 | Zakopane (POL)     | duża     | Polska   | Kamil Stoch [11]    | –     | [ 61 ] [ 62 ] |
| 200 (5) | 23.08.2019 | Hakuba (JPN)       | duża     | Japonia  | Ryōyū Kobayashi [3] | –     | [ 61 ] [ 62 ] |
| 201 (6) | 24.08.2019 | Hakuba (JPN)       | duża     | Japonia  | Ryōyū Kobayashi [4] | –     | [ 61 ] [ 62 ] |
| 202 (7) | 29.09.2019 | Hinzenbach (AUT)   | normalna | Polska   | Dawid Kubacki [8]   | –     | [ 61 ] [ 62 ] |
| 203 (8) | 05.10.2019 | Klingenthal (GER)  | duża     | Słowenia | Anže Lanišek [3]    | –     | [ 61 ] [ 62 ] |

#### 2020
| Lp.     | Data       | Miejscowość | Skocznia |        | Zwycięzca          | Uwagi | Źr.           |
| ------- | ---------- | ----------- | -------- | ------ | ------------------ | ----- | ------------- |
| 204 (1) | 22.08.2020 | Wisła (POL) | duża     | Polska | Dawid Kubacki [9]  | –     | [ 63 ] [ 64 ] |
| 205 (2) | 23.08.2020 | Wisła (POL) | duża     | Polska | Dawid Kubacki [10] | –     | [ 63 ] [ 64 ] |

#### 2021
| Lp.     | Data       | Miejscowość       | Skocznia |          | Zwycięzca                 | Uwagi | Źr.           |
| ------- | ---------- | ----------------- | -------- | -------- | ------------------------- | ----- | ------------- |
| 206 (1) | 17.07.2021 | Wisła (POL)       | duża     | Polska   | Jakub Wolny [1]           | –     | [ 65 ] [ 66 ] |
| 207 (2) | 18.07.2021 | Wisła (POL)       | duża     | Polska   | Dawid Kubacki [11]        | –     | [ 65 ] [ 66 ] |
| 208 (3) | 07.08.2021 | Courchevel (FRA)  | duża     | Austria  | Stefan Kraft [2]          | –     | [ 65 ] [ 66 ] |
| 209 (4) | 05.09.2021 | Szczuczyńsk (KAZ) | normalna | Norwegia | Halvor Egner Granerud [1] | –     | [ 65 ] [ 66 ] |
| 210 (5) | 05.09.2021 | Szczuczyńsk (KAZ) | normalna | Norwegia | Halvor Egner Granerud [2] | –     | [ 65 ] [ 66 ] |
| 211 (6) | 11.09.2021 | Czajkowskij (RUS) | duża     | Norwegia | Halvor Egner Granerud [3] | –     | [ 65 ] [ 66 ] |
| 212 (7) | 25.09.2021 | Hinzenbach (AUT)  | normalna | Japonia  | Yukiya Satō [1]           | –     | [ 65 ] [ 66 ] |
| 213 (8) | 02.10.2021 | Klingenthal (GER) | duża     | Japonia  | Ryōyū Kobayashi [5]       | –     | [ 65 ] [ 66 ] |

#### 2022
| Lp.     | Data       | Miejscowość       | Skocznia |         | Zwycięzca          | Uwagi | Źr.           |
| ------- | ---------- | ----------------- | -------- | ------- | ------------------ | ----- | ------------- |
| 214 (1) | 23.07.2022 | Wisła (POL)       | duża     | Polska  | Dawid Kubacki [12] | –     | [ 67 ] [ 68 ] |
| 215 (2) | 24.07.2022 | Wisła (POL)       | duża     | Polska  | Kamil Stoch [12]   | –     | [ 67 ] [ 68 ] |
| 216 (3) | 07.08.2022 | Courchevel (FRA)  | duża     | Austria | Manuel Fettner [1] | –     | [ 67 ] [ 68 ] |
| 217 (4) | 17.09.2022 | Râșnov (ROM)      | normalna | Japonia | Ren Nikaidō [1]    | –     | [ 67 ] [ 68 ] |
| 218 (5) | 25.09.2022 | Hinzenbach (AUT)  | normalna | Polska  | Dawid Kubacki [13] | –     | [ 67 ] [ 68 ] |
| 219 (6) | 02.10.2022 | Klingenthal (GER) | duża     | Polska  | Dawid Kubacki [14] | –     | [ 67 ] [ 68 ] |

#### 2023
| Lp.     | Data       | Miejscowość       | Skocznia |            | Zwycięzca              | Uwagi | Źr.    |
| ------- | ---------- | ----------------- | -------- | ---------- | ---------------------- | ----- | ------ |
| 220 (1) | 29.07.2023 | Courchevel (FRA)  | duża     | Szwajcaria | Gregor Deschwanden [1] | –     | [ 69 ] |
| 221 (2) | 30.07.2023 | Courchevel (FRA)  | duża     | Bułgaria   | Władimir Zografski [1] | –     | [ 69 ] |
| 222 (3) | 05.08.2023 | Szczyrk (POL)     | normalna | Bułgaria   | Władimir Zografski [2] | –     | [ 69 ] |
| 223 (4) | 06.08.2023 | Szczyrk (POL)     | normalna | Polska     | Piotr Żyła [2]         | –     | [ 69 ] |
| 224 (5) | 23.09.2023 | Râșnov (ROM)      | normalna | Szwajcaria | Gregor Deschwanden [2] | –     | [ 69 ] |
| 225 (6) | 23.09.2023 | Râșnov (ROM)      | normalna | Bułgaria   | Władimir Zografski [3] | –     | [ 69 ] |
| 226 (7) | 30.09.2023 | Hinzenbach (AUT)  | normalna | Niemcy     | Andreas Wellinger [5]  | –     | [ 69 ] |
| 227 (8) | 01.10.2023 | Hinzenbach (AUT)  | normalna | Szwajcaria | Gregor Deschwanden [3] | –     | [ 69 ] |
| 228 (9) | 07.10.2023 | Klingenthal (GER) | duża     | Austria    | Manuel Fettner [2]     | –     | [ 69 ] |

#### 2024
| Lp.     | Data       | Miejscowość       | Skocznia |          | Zwycięzca             | Uwagi | Źr.    |
| ------- | ---------- | ----------------- | -------- | -------- | --------------------- | ----- | ------ |
| 229 (1) | 13.08.2024 | Courchevel (FRA)  | duża     | Austria  | Stefan Kraft [3]      | –     | [ 70 ] |
| 230 (2) | 14.08.2024 | Courchevel (FRA)  | duża     | Austria  | Stefan Kraft [4]      | –     | [ 70 ] |
| 231 (3) | 14.09.2024 | Wisła (POL)       | duża     | Norwegia | Marius Lindvik [1]    | –     | [ 70 ] |
| 232 (4) | 15.09.2024 | Wisła (POL)       | duża     | Norwegia | Marius Lindvik [2]    | –     | [ 70 ] |
| 233 (5) | 21.09.2024 | Râșnov (ROM)      | normalna | Polska   | Paweł Wąsek [1]       | –     | [ 70 ] |
| 234 (6) | 22.09.2024 | Râșnov (ROM)      | normalna | Polska   | Paweł Wąsek [2]       | –     | [ 70 ] |
| 235 (7) | 28.09.2024 | Hinzenbach (AUT)  | normalna | Austria  | Daniel Tschofenig [1] | –     | [ 70 ] |
| 236 (8) | 29.09.2024 | Hinzenbach (AUT)  | normalna | Niemcy   | Andreas Wellinger [6] | –     | [ 70 ] |
| 237 (9) | 05.10.2024 | Klingenthal (GER) | duża     | Norwegia | Marius Lindvik [3]    | –     | [ 70 ] |

### Klasyfikacje zawodników

#### Klasyfikacja wszech czasów
W tabeli podano dziesięciu zawodników z największą liczbą zwycięstw w indywidualnych konkursach Letniego Grand Prix w skokach narciarskich.
| Lp. | Zawodnik              | Liczba zwycięstw |
| --- | --------------------- | ---------------- |
| 1.  | Dawid Kubacki         | 14               |
| 2.  | Adam Małysz           | 13               |
| 2.  | Gregor Schlierenzauer | 13               |
| 4.  | Kamil Stoch           | 12               |
| 5.  | Masahiko Harada       | 10               |
| 5.  | Thomas Morgenstern    | 10               |
| 7.  | Andreas Widhölzl      | 9                |
| 8.  | Maciej Kot            | 7                |
| 9.  | Simon Ammann          | 6                |
| 10. | Janne Ahonen          | 5                |
| 10. | Jakub Janda           | 5                |
| 10. | Ryōyū Kobayashi       | 5                |

#### Klasyfikacja według sezonów
W tabeli przedstawiono zawodników z największą liczbą zwycięstw w indywidualnych konkursach Letniego Grand Prix w poszczególnych sezonach.
| Sezon | Zawodnik              | Liczba zwycięstw |
| ----- | --------------------- | ---------------- |
| 1994  | Takanobu Okabe        | 3                |
| 1995  | Karl-Heinz Dorner     | 1                |
| 1995  | Kazuyoshi Funaki      | 1                |
| 1995  | Andreas Goldberger    | 1                |
| 1995  | Zbyněk Krompolc       | 1                |
| 1996  | Masahiko Harada       | 2                |
| 1996  | Ari-Pekka Nikkola     | 2                |
| 1997  | Masahiko Harada       | 3                |
| 1998  | Masahiko Harada       | 4                |
| 1999  | Sven Hannawald        | 2                |
| 1999  | Andreas Widhölzl      | 2                |
| 2000  | Janne Ahonen          | 5                |
| 2001  | Stefan Horngacher     | 2                |
| 2002  | Andreas Widhölzl      | 5                |
| 2003  | Akseli Kokkonen       | 1                |
| 2003  | Maximilian Mechler    | 1                |
| 2003  | Thomas Morgenstern    | 1                |
| 2003  | Sigurd Pettersen      | 1                |
| 2004  | Adam Małysz           | 4                |
| 2005  | Jakub Janda           | 4                |
| 2006  | Adam Małysz           | 4                |
| 2007  | Thomas Morgenstern    | 3                |
| 2008  | Gregor Schlierenzauer | 5                |
| 2009  | Simon Ammann          | 3                |
| 2010  | Daiki Itō             | 3                |
| 2010  | Adam Małysz           | 3                |
| 2010  | Kamil Stoch           | 3                |
| 2011  | Thomas Morgenstern    | 5                |
| 2012  | Andreas Wank          | 3                |
| 2013  | Andreas Wellinger     | 3                |
| 2014  | Phillip Sjøen         | 2                |
| 2015  | Severin Freund        | 2                |
| 2015  | Kenneth Gangnes       | 2                |
| 2015  | Dawid Kubacki         | 2                |
| 2016  | Maciej Kot            | 5                |
| 2017  | Dawid Kubacki         | 5                |
| 2018  | Kamil Stoch           | 3                |
| 2019  | Ryōyū Kobayashi       | 2                |
| 2019  | Timi Zajc             | 2                |
| 2020  | Dawid Kubacki         | 2                |
| 2021  | Halvor Egner Granerud | 3                |
| 2022  | Dawid Kubacki         | 3                |

## Konkursy drużynowe

### Zwycięzcy chronologicznie

#### 1994
| Lp.   | Data       | Miejscowość        | Skocznia | Zwycięzca     | Zwycięzca          | Uwagi | Źr.    |
| Lp.   | Data       | Miejscowość        | Skocznia | Reprezentacja | Skład              | Uwagi | Źr.    |
| ----- | ---------- | ------------------ | -------- | ------------- | ------------------ | ----- | ------ |
| 1 (1) | 28.08.1994 | Hinterzarten (GER) | normalna | Japonia [1]   | Hiroya Saitō [1]   | –     | [ 71 ] |
| 1 (1) | 28.08.1994 | Hinterzarten (GER) | normalna | Japonia [1]   | Kenji Suda [1]     | –     | [ 71 ] |
| 1 (1) | 28.08.1994 | Hinterzarten (GER) | normalna | Japonia [1]   | Takanobu Okabe [1] | –     | [ 71 ] |

#### 1999
| Lp.   | Data       | Miejscowość        | Skocznia | Zwycięzca     | Zwycięzca             | Uwagi | Źr.    |
| Lp.   | Data       | Miejscowość        | Skocznia | Reprezentacja | Skład                 | Uwagi | Źr.    |
| ----- | ---------- | ------------------ | -------- | ------------- | --------------------- | ----- | ------ |
| 2 (1) | 06.08.1999 | Hinterzarten (GER) | normalna | Niemcy [1]    | Christof Duffner [1]  | –     | [ 72 ] |
| 2 (1) | 06.08.1999 | Hinterzarten (GER) | normalna | Niemcy [1]    | Sven Hannawald [1]    | –     | [ 72 ] |
| 2 (1) | 06.08.1999 | Hinterzarten (GER) | normalna | Niemcy [1]    | Hansjörg Jäkle [1]    | –     | [ 72 ] |
| 2 (1) | 06.08.1999 | Hinterzarten (GER) | normalna | Niemcy [1]    | Martin Schmitt [1]    | –     | [ 72 ] |
| 3 (2) | 12.09.1999 | Hakuba (JPN)       | duża     | Japonia [2]   | Yūta Watase [1]       | –     | [ 73 ] |
| 3 (2) | 12.09.1999 | Hakuba (JPN)       | duża     | Japonia [2]   | Hideharu Miyahira [1] | –     | [ 73 ] |
| 3 (2) | 12.09.1999 | Hakuba (JPN)       | duża     | Japonia [2]   | Masahiko Harada [1]   | –     | [ 73 ] |
| 3 (2) | 12.09.1999 | Hakuba (JPN)       | duża     | Japonia [2]   | Kazuyoshi Funaki [1]  | –     | [ 73 ] |

#### 2000
| Lp.   | Data       | Miejscowość        | Skocznia | Zwycięzca     | Zwycięzca             | Uwagi | Źr.    |
| Lp.   | Data       | Miejscowość        | Skocznia | Reprezentacja | Skład                 | Uwagi | Źr.    |
| ----- | ---------- | ------------------ | -------- | ------------- | --------------------- | ----- | ------ |
| 4 (1) | 05.08.2000 | Hinterzarten (GER) | normalna | Finlandia [1] | Risto Jussilainen [1] | –     | [ 74 ] |
| 4 (1) | 05.08.2000 | Hinterzarten (GER) | normalna | Finlandia [1] | Jani Soininen [1]     | –     | [ 74 ] |
| 4 (1) | 05.08.2000 | Hinterzarten (GER) | normalna | Finlandia [1] | Ville Kantee [1]      | –     | [ 74 ] |
| 4 (1) | 05.08.2000 | Hinterzarten (GER) | normalna | Finlandia [1] | Janne Ahonen [1]      | –     | [ 74 ] |

#### 2003
| Lp.   | Data       | Miejscowość        | Skocznia | Zwycięzca     | Zwycięzca                    | Uwagi | Źr.    |
| Lp.   | Data       | Miejscowość        | Skocznia | Reprezentacja | Skład                        | Uwagi | Źr.    |
| ----- | ---------- | ------------------ | -------- | ------------- | ---------------------------- | ----- | ------ |
| 5 (1) | 09.08.2003 | Hinterzarten (GER) | normalna | Austria [1]   | Andreas Widhölzl [1]         | –     | [ 75 ] |
| 5 (1) | 09.08.2003 | Hinterzarten (GER) | normalna | Austria [1]   | Reinhard Schwarzenberger [1] | –     | [ 75 ] |
| 5 (1) | 09.08.2003 | Hinterzarten (GER) | normalna | Austria [1]   | Martin Höllwarth [1]         | –     | [ 75 ] |
| 5 (1) | 09.08.2003 | Hinterzarten (GER) | normalna | Austria [1]   | Thomas Morgenstern [1]       | –     | [ 75 ] |

#### 2004
| Lp.   | Data       | Miejscowość        | Skocznia | Zwycięzca     | Zwycięzca                    | Uwagi | Źr.    |
| Lp.   | Data       | Miejscowość        | Skocznia | Reprezentacja | Skład                        | Uwagi | Źr.    |
| ----- | ---------- | ------------------ | -------- | ------------- | ---------------------------- | ----- | ------ |
| 6 (1) | 01.08.2004 | Hinterzarten (GER) | normalna | Austria [2]   | Andreas Widhölzl [2]         | –     | [ 76 ] |
| 6 (1) | 01.08.2004 | Hinterzarten (GER) | normalna | Austria [2]   | Reinhard Schwarzenberger [2] | –     | [ 76 ] |
| 6 (1) | 01.08.2004 | Hinterzarten (GER) | normalna | Austria [2]   | Martin Höllwarth [2]         | –     | [ 76 ] |
| 6 (1) | 01.08.2004 | Hinterzarten (GER) | normalna | Austria [2]   | Thomas Morgenstern [2]       | –     | [ 76 ] |
| 7 (2) | 05.09.2004 | Zakopane (POL)     | duża     | Norwegia [1]  | Daniel Forfang [1]           | –     | [ 77 ] |
| 7 (2) | 05.09.2004 | Zakopane (POL)     | duża     | Norwegia [1]  | Roar Ljøkelsøy [1]           | –     | [ 77 ] |
| 7 (2) | 05.09.2004 | Zakopane (POL)     | duża     | Norwegia [1]  | Tommy Ingebrigtsen [1]       | –     | [ 77 ] |
| 7 (2) | 05.09.2004 | Zakopane (POL)     | duża     | Norwegia [1]  | Bjørn Einar Romøren [1]      | –     | [ 77 ] |

#### 2005
| Lp.   | Data       | Miejscowość        | Skocznia | Zwycięzca     | Zwycięzca            | Uwagi | Źr.    |
| Lp.   | Data       | Miejscowość        | Skocznia | Reprezentacja | Skład                | Uwagi | Źr.    |
| ----- | ---------- | ------------------ | -------- | ------------- | -------------------- | ----- | ------ |
| 8 (1) | 06.08.2005 | Hinterzarten (GER) | normalna | Niemcy [2]    | Michael Neumayer [1] | –     | [ 78 ] |
| 8 (1) | 06.08.2005 | Hinterzarten (GER) | normalna | Niemcy [2]    | Georg Späth [1]      | –     | [ 78 ] |
| 8 (1) | 06.08.2005 | Hinterzarten (GER) | normalna | Niemcy [2]    | Alexander Herr [1]   | –     | [ 78 ] |
| 8 (1) | 06.08.2005 | Hinterzarten (GER) | normalna | Niemcy [2]    | Michael Uhrmann [1]  | –     | [ 78 ] |

#### 2006
| Lp.   | Data       | Miejscowość        | Skocznia | Zwycięzca     | Zwycięzca                 | Uwagi | Źr.    |
| Lp.   | Data       | Miejscowość        | Skocznia | Reprezentacja | Skład                     | Uwagi | Źr.    |
| ----- | ---------- | ------------------ | -------- | ------------- | ------------------------- | ----- | ------ |
| 9 (1) | 05.08.2006 | Hinterzarten (GER) | normalna | Austria [3]   | Wolfgang Loitzl [1]       | –     | [ 79 ] |
| 9 (1) | 05.08.2006 | Hinterzarten (GER) | normalna | Austria [3]   | Gregor Schlierenzauer [1] | –     | [ 79 ] |
| 9 (1) | 05.08.2006 | Hinterzarten (GER) | normalna | Austria [3]   | Manuel Fettner [1]        | –     | [ 79 ] |
| 9 (1) | 05.08.2006 | Hinterzarten (GER) | normalna | Austria [3]   | Andreas Kofler [1]        | –     | [ 79 ] |

#### 2007
| Lp.    | Data       | Miejscowość        | Skocznia | Zwycięzca     | Zwycięzca                 | Uwagi | Źr.    |
| Lp.    | Data       | Miejscowość        | Skocznia | Reprezentacja | Skład                     | Uwagi | Źr.    |
| ------ | ---------- | ------------------ | -------- | ------------- | ------------------------- | ----- | ------ |
| 10 (1) | 11.08.2007 | Hinterzarten (GER) | normalna | Austria [4]   | Wolfgang Loitzl [2]       | –     | [ 80 ] |
| 10 (1) | 11.08.2007 | Hinterzarten (GER) | normalna | Austria [4]   | Thomas Morgenstern [3]    | –     | [ 80 ] |
| 10 (1) | 11.08.2007 | Hinterzarten (GER) | normalna | Austria [4]   | Andreas Kofler [2]        | –     | [ 80 ] |
| 10 (1) | 11.08.2007 | Hinterzarten (GER) | normalna | Austria [4]   | Gregor Schlierenzauer [2] | –     | [ 80 ] |

#### 2008
| Lp.    | Data       | Miejscowość        | Skocznia | Zwycięzca     | Zwycięzca                 | Uwagi | Źr.    |
| Lp.    | Data       | Miejscowość        | Skocznia | Reprezentacja | Skład                     | Uwagi | Źr.    |
| ------ | ---------- | ------------------ | -------- | ------------- | ------------------------- | ----- | ------ |
| 11 (1) | 26.07.2008 | Hinterzarten (GER) | normalna | Austria [5]   | Andreas Kofler [3]        | –     | [ 81 ] |
| 11 (1) | 26.07.2008 | Hinterzarten (GER) | normalna | Austria [5]   | Manuel Fettner [2]        | –     | [ 81 ] |
| 11 (1) | 26.07.2008 | Hinterzarten (GER) | normalna | Austria [5]   | Gregor Schlierenzauer [3] | –     | [ 81 ] |
| 11 (1) | 26.07.2008 | Hinterzarten (GER) | normalna | Austria [5]   | Thomas Morgenstern [4]    | –     | [ 81 ] |

#### 2009
| Lp.    | Data       | Miejscowość        | Skocznia | Zwycięzca     | Zwycięzca               | Uwagi | Źr.    |
| Lp.    | Data       | Miejscowość        | Skocznia | Reprezentacja | Skład                   | Uwagi | Źr.    |
| ------ | ---------- | ------------------ | -------- | ------------- | ----------------------- | ----- | ------ |
| 12 (1) | 08.08.2009 | Hinterzarten (GER) | normalna | Norwegia [2]  | Bjørn Einar Romøren [2] | –     | [ 82 ] |
| 12 (1) | 08.08.2009 | Hinterzarten (GER) | normalna | Norwegia [2]  | Kenneth Gangnes [1]     | –     | [ 82 ] |
| 12 (1) | 08.08.2009 | Hinterzarten (GER) | normalna | Norwegia [2]  | Anders Jacobsen [1]     | –     | [ 82 ] |
| 12 (1) | 08.08.2009 | Hinterzarten (GER) | normalna | Norwegia [2]  | Tom Hilde [1]           | –     | [ 82 ] |

#### 2010
| Lp.    | Data       | Miejscowość        | Skocznia | Zwycięzca     | Zwycięzca            | Uwagi | Źr.    |
| Lp.    | Data       | Miejscowość        | Skocznia | Reprezentacja | Skład                | Uwagi | Źr.    |
| ------ | ---------- | ------------------ | -------- | ------------- | -------------------- | ----- | ------ |
| 13 (1) | 07.08.2010 | Hinterzarten (GER) | normalna | Polska [1]    | Maciej Kot [1]       | –     | [ 83 ] |
| 13 (1) | 07.08.2010 | Hinterzarten (GER) | normalna | Polska [1]    | Krzysztof Miętus [1] | –     | [ 83 ] |
| 13 (1) | 07.08.2010 | Hinterzarten (GER) | normalna | Polska [1]    | Dawid Kubacki [1]    | –     | [ 83 ] |
| 13 (1) | 07.08.2010 | Hinterzarten (GER) | normalna | Polska [1]    | Adam Małysz [1]      | –     | [ 83 ] |

#### 2011
| Lp.    | Data       | Miejscowość        | Skocznia | Zwycięzca     | Zwycięzca                 | Uwagi | Źr.    |
| Lp.    | Data       | Miejscowość        | Skocznia | Reprezentacja | Skład                     | Uwagi | Źr.    |
| ------ | ---------- | ------------------ | -------- | ------------- | ------------------------- | ----- | ------ |
| 14 (1) | 22.07.2011 | Zakopane (POL)     | duża     | Austria [6]   | Wolfgang Loitzl [3]       | –     | [ 84 ] |
| 14 (1) | 22.07.2011 | Zakopane (POL)     | duża     | Austria [6]   | Martin Koch [1]           | –     | [ 84 ] |
| 14 (1) | 22.07.2011 | Zakopane (POL)     | duża     | Austria [6]   | Gregor Schlierenzauer [4] | –     | [ 84 ] |
| 14 (1) | 22.07.2011 | Zakopane (POL)     | duża     | Austria [6]   | Thomas Morgenstern [5]    | –     | [ 84 ] |
| 15 (2) | 06.08.2011 | Hinterzarten (GER) | normalna | Austria [7]   | Andreas Kofler [4]        | –     | [ 85 ] |
| 15 (2) | 06.08.2011 | Hinterzarten (GER) | normalna | Austria [7]   | Michael Hayböck [1]       | –     | [ 85 ] |
| 15 (2) | 06.08.2011 | Hinterzarten (GER) | normalna | Austria [7]   | Manuel Fettner [3]        | –     | [ 85 ] |
| 15 (2) | 06.08.2011 | Hinterzarten (GER) | normalna | Austria [7]   | Thomas Morgenstern [6]    | –     | [ 85 ] |

#### 2012
| Lp.    | Data       | Miejscowość        | Skocznia | Zwycięzca     | Zwycięzca                  | Uwagi | Źr.    |
| Lp.    | Data       | Miejscowość        | Skocznia | Reprezentacja | Skład                      | Uwagi | Źr.    |
| ------ | ---------- | ------------------ | -------- | ------------- | -------------------------- | ----- | ------ |
| 16 (1) | 20.07.2012 | Wisła (POL)        | duża     | Słowenia [1]  | Jurij Tepeš [1]            | –     | [ 86 ] |
| 16 (1) | 20.07.2012 | Wisła (POL)        | duża     | Słowenia [1]  | Robert Hrgota [1]          | –     | [ 86 ] |
| 16 (1) | 20.07.2012 | Wisła (POL)        | duża     | Słowenia [1]  | Peter Prevc [1]            | –     | [ 86 ] |
| 16 (1) | 20.07.2012 | Wisła (POL)        | duża     | Słowenia [1]  | Robert Kranjec [1]         | –     | [ 86 ] |
| 17 (2) | 14.08.2012 | Courchevel (FRA)   | normalna | Japonia [3]   | Yūki Itō                   | mikst | [ 87 ] |
| 17 (2) | 14.08.2012 | Courchevel (FRA)   | normalna | Japonia [3]   | Sara Takanashi             | mikst | [ 87 ] |
| 17 (2) | 14.08.2012 | Courchevel (FRA)   | normalna | Japonia [3]   | Noriaki Kasai [1]          | mikst | [ 87 ] |
| 17 (2) | 14.08.2012 | Courchevel (FRA)   | normalna | Japonia [3]   | Yūta Watase [2]            | mikst | [ 87 ] |
| 18 (3) | 18.08.2012 | Hinterzarten (GER) | normalna | Austria [8]   | Jacqueline Seifriedsberger | mikst | [ 88 ] |
| 18 (3) | 18.08.2012 | Hinterzarten (GER) | normalna | Austria [8]   | Daniela Iraschko           | mikst | [ 88 ] |
| 18 (3) | 18.08.2012 | Hinterzarten (GER) | normalna | Austria [8]   | Michael Hayböck [2]        | mikst | [ 88 ] |
| 18 (3) | 18.08.2012 | Hinterzarten (GER) | normalna | Austria [8]   | Gregor Schlierenzauer [5]  | mikst | [ 88 ] |

#### 2013
| Lp.    | Data       | Miejscowość        | Skocznia | Zwycięzca     | Zwycięzca             | Uwagi | Źr.    |
| Lp.    | Data       | Miejscowość        | Skocznia | Reprezentacja | Skład                 | Uwagi | Źr.    |
| ------ | ---------- | ------------------ | -------- | ------------- | --------------------- | ----- | ------ |
| 19 (1) | 27.07.2013 | Hinterzarten (GER) | normalna | Japonia [4]   | Yūki Itō              | mikst | [ 89 ] |
| 19 (1) | 27.07.2013 | Hinterzarten (GER) | normalna | Japonia [4]   | Noriaki Kasai [2]     | mikst | [ 89 ] |
| 19 (1) | 27.07.2013 | Hinterzarten (GER) | normalna | Japonia [4]   | Sara Takanashi        | mikst | [ 89 ] |
| 19 (1) | 27.07.2013 | Hinterzarten (GER) | normalna | Japonia [4]   | Yūta Watase [3]       | mikst | [ 89 ] |
| 20 (2) | 02.08.2013 | Wisła (POL)        | duża     | Polska [2]    | Maciej Kot [2]        | –     | [ 90 ] |
| 20 (2) | 02.08.2013 | Wisła (POL)        | duża     | Polska [2]    | Krzysztof Biegun [1]  | –     | [ 90 ] |
| 20 (2) | 02.08.2013 | Wisła (POL)        | duża     | Polska [2]    | Dawid Kubacki [2]     | –     | [ 90 ] |
| 20 (2) | 02.08.2013 | Wisła (POL)        | duża     | Polska [2]    | Kamil Stoch [1]       | –     | [ 90 ] |
| 21 (3) | 14.08.2013 | Courchevel (FRA)   | duża     | Niemcy [3]    | Svenja Würth          | mikst | [ 91 ] |
| 21 (3) | 14.08.2013 | Courchevel (FRA)   | duża     | Niemcy [3]    | Michael Neumayer [2]  | mikst | [ 91 ] |
| 21 (3) | 14.08.2013 | Courchevel (FRA)   | duża     | Niemcy [3]    | Ulrike Gräßler        | mikst | [ 91 ] |
| 21 (3) | 14.08.2013 | Courchevel (FRA)   | duża     | Niemcy [3]    | Andreas Wellinger [1] | mikst | [ 91 ] |

#### 2014
| Lp.    | Data       | Miejscowość | Skocznia | Zwycięzca     | Zwycięzca         | Uwagi | Źr.    |
| Lp.    | Data       | Miejscowość | Skocznia | Reprezentacja | Skład             | Uwagi | Źr.    |
| ------ | ---------- | ----------- | -------- | ------------- | ----------------- | ----- | ------ |
| 22 (1) | 25.07.2014 | Wisła (POL) | duża     | Polska [3]    | Maciej Kot [3]    | –     | [ 92 ] |
| 22 (1) | 25.07.2014 | Wisła (POL) | duża     | Polska [3]    | Piotr Żyła [1]    | –     | [ 92 ] |
| 22 (1) | 25.07.2014 | Wisła (POL) | duża     | Polska [3]    | Dawid Kubacki [3] | –     | [ 92 ] |
| 22 (1) | 25.07.2014 | Wisła (POL) | duża     | Polska [3]    | Kamil Stoch [2]   | –     | [ 92 ] |

#### 2015
| Lp.    | Data       | Miejscowość        | Skocznia | Zwycięzca     | Zwycięzca             | Uwagi | Źr.    |
| Lp.    | Data       | Miejscowość        | Skocznia | Reprezentacja | Skład                 | Uwagi | Źr.    |
| ------ | ---------- | ------------------ | -------- | ------------- | --------------------- | ----- | ------ |
| 23 (1) | 31.07.2015 | Wisła (POL)        | duża     | Polska [4]    | Maciej Kot [4]        | –     | [ 93 ] |
| 23 (1) | 31.07.2015 | Wisła (POL)        | duża     | Polska [4]    | Piotr Żyła [2]        | –     | [ 93 ] |
| 23 (1) | 31.07.2015 | Wisła (POL)        | duża     | Polska [4]    | Dawid Kubacki [4]     | –     | [ 93 ] |
| 23 (1) | 31.07.2015 | Wisła (POL)        | duża     | Polska [4]    | Kamil Stoch [3]       | –     | [ 93 ] |
| 24 (2) | 07.08.2015 | Hinterzarten (GER) | normalna | Niemcy [4]    | Severin Freund [1]    | –     | [ 94 ] |
| 24 (2) | 07.08.2015 | Hinterzarten (GER) | normalna | Niemcy [4]    | Stephan Leyhe [1]     | –     | [ 94 ] |
| 24 (2) | 07.08.2015 | Hinterzarten (GER) | normalna | Niemcy [4]    | Andreas Wellinger [2] | –     | [ 94 ] |
| 24 (2) | 07.08.2015 | Hinterzarten (GER) | normalna | Niemcy [4]    | Andreas Wank [1]      | –     | [ 94 ] |

#### 2016
| Lp.    | Data       | Miejscowość | Skocznia | Zwycięzca     | Zwycięzca                | Uwagi | Źr.    |
| Lp.    | Data       | Miejscowość | Skocznia | Reprezentacja | Skład                    | Uwagi | Źr.    |
| ------ | ---------- | ----------- | -------- | ------------- | ------------------------ | ----- | ------ |
| 25 (1) | 22.07.2016 | Wisła (POL) | duża     | Norwegia [3]  | Johann André Forfang [1] | –     | [ 95 ] |
| 25 (1) | 22.07.2016 | Wisła (POL) | duża     | Norwegia [3]  | Tom Hilde [2]            | –     | [ 95 ] |
| 25 (1) | 22.07.2016 | Wisła (POL) | duża     | Norwegia [3]  | Joachim Hauer [1]        | –     | [ 95 ] |
| 25 (1) | 22.07.2016 | Wisła (POL) | duża     | Norwegia [3]  | Anders Fannemel [1]      | –     | [ 95 ] |

#### 2017
| Lp.    | Data       | Miejscowość | Skocznia | Zwycięzca     | Zwycięzca         | Uwagi | Źr.    |
| Lp.    | Data       | Miejscowość | Skocznia | Reprezentacja | Skład             | Uwagi | Źr.    |
| ------ | ---------- | ----------- | -------- | ------------- | ----------------- | ----- | ------ |
| 26 (1) | 14.07.2017 | Wisła (POL) | duża     | Polska [5]    | Piotr Żyła [3]    | –     | [ 96 ] |
| 26 (1) | 14.07.2017 | Wisła (POL) | duża     | Polska [5]    | Kamil Stoch [4]   | –     | [ 96 ] |
| 26 (1) | 14.07.2017 | Wisła (POL) | duża     | Polska [5]    | Dawid Kubacki [5] | –     | [ 96 ] |
| 26 (1) | 14.07.2017 | Wisła (POL) | duża     | Polska [5]    | Maciej Kot [5]    | –     | [ 96 ] |

#### 2018
| Lp.    | Data       | Miejscowość       | Skocznia | Zwycięzca     | Zwycięzca              | Uwagi | Źr.    |
| Lp.    | Data       | Miejscowość       | Skocznia | Reprezentacja | Skład                  | Uwagi | Źr.    |
| ------ | ---------- | ----------------- | -------- | ------------- | ---------------------- | ----- | ------ |
| 27 (1) | 21.07.2018 | Wisła (POL)       | duża     | Polska [6]    | Maciej Kot [6]         | –     | [ 97 ] |
| 27 (1) | 21.07.2018 | Wisła (POL)       | duża     | Polska [6]    | Dawid Kubacki [6]      | –     | [ 97 ] |
| 27 (1) | 21.07.2018 | Wisła (POL)       | duża     | Polska [6]    | Kamil Stoch [5]        | –     | [ 97 ] |
| 27 (1) | 21.07.2018 | Wisła (POL)       | duża     | Polska [6]    | Piotr Żyła [4]         | –     | [ 97 ] |
| 28 (2) | 08.09.2018 | Czajkowskij (RUS) | duża     | Japonia [5]   | Nozomi Maruyama        | mikst | [ 98 ] |
| 28 (2) | 08.09.2018 | Czajkowskij (RUS) | duża     | Japonia [5]   | Yukiya Satō [1]        | mikst | [ 98 ] |
| 28 (2) | 08.09.2018 | Czajkowskij (RUS) | duża     | Japonia [5]   | Sara Takanashi         | mikst | [ 98 ] |
| 28 (2) | 08.09.2018 | Czajkowskij (RUS) | duża     | Japonia [5]   | Junshirō Kobayashi [1] | mikst | [ 98 ] |

#### 2019
| Lp.    | Data       | Miejscowość        | Skocznia | Zwycięzca     | Zwycięzca                | Uwagi | Źr.     |
| Lp.    | Data       | Miejscowość        | Skocznia | Reprezentacja | Skład                    | Uwagi | Źr.     |
| ------ | ---------- | ------------------ | -------- | ------------- | ------------------------ | ----- | ------- |
| 29 (1) | 20.07.2019 | Wisła (POL)        | duża     | Polska [7]    | Piotr Żyła [5]           | –     | [ 99 ]  |
| 29 (1) | 20.07.2019 | Wisła (POL)        | duża     | Polska [7]    | Aleksander Zniszczoł [1] | –     | [ 99 ]  |
| 29 (1) | 20.07.2019 | Wisła (POL)        | duża     | Polska [7]    | Kamil Stoch [6]          | –     | [ 99 ]  |
| 29 (1) | 20.07.2019 | Wisła (POL)        | duża     | Polska [7]    | Dawid Kubacki [7]        | –     | [ 99 ]  |
| 30 (2) | 27.07.2019 | Hinterzarten (GER) | normalna | Niemcy [5]    | Juliane Seyfarth         | mikst | [ 100 ] |
| 30 (2) | 27.07.2019 | Hinterzarten (GER) | normalna | Niemcy [5]    | Karl Geiger [1]          | mikst | [ 100 ] |
| 30 (2) | 27.07.2019 | Hinterzarten (GER) | normalna | Niemcy [5]    | Agnes Reisch             | mikst | [ 100 ] |
| 30 (2) | 27.07.2019 | Hinterzarten (GER) | normalna | Niemcy [5]    | Richard Freitag [1]      | mikst | [ 100 ] |
| 31 (3) | 17.08.2019 | Zakopane (POL)     | duża     | Japonia [6]   | Naoki Nakamura [1]       | –     | [ 101 ] |
| 31 (3) | 17.08.2019 | Zakopane (POL)     | duża     | Japonia [6]   | Keiichi Satō [1]         | –     | [ 101 ] |
| 31 (3) | 17.08.2019 | Zakopane (POL)     | duża     | Japonia [6]   | Yukiya Satō [2]          | –     | [ 101 ] |
| 31 (3) | 17.08.2019 | Zakopane (POL)     | duża     | Japonia [6]   | Junshirō Kobayashi [2]   | –     | [ 101 ] |

#### 2021
| Lp.    | Data       | Miejscowość       | Skocznia | Zwycięzca     | Zwycięzca                 | Uwagi | Źr.     |
| Lp.    | Data       | Miejscowość       | Skocznia | Reprezentacja | Skład                     | Uwagi | Źr.     |
| ------ | ---------- | ----------------- | -------- | ------------- | ------------------------- | ----- | ------- |
| 32 (1) | 12.09.2021 | Czajkowskij (RUS) | duża     | Norwegia [4]  | Anna Odine Strøm          | mikst | [ 102 ] |
| 32 (1) | 12.09.2021 | Czajkowskij (RUS) | duża     | Norwegia [4]  | Johann André Forfang [2]  | mikst | [ 102 ] |
| 32 (1) | 12.09.2021 | Czajkowskij (RUS) | duża     | Norwegia [4]  | Silje Opseth              | mikst | [ 102 ] |
| 32 (1) | 12.09.2021 | Czajkowskij (RUS) | duża     | Norwegia [4]  | Halvor Egner Granerud [1] | mikst | [ 102 ] |

#### 2022
| Lp.    | Data       | Miejscowość       | Skocznia | Zwycięzca     | Zwycięzca              | Uwagi | Źr.           |
| Lp.    | Data       | Miejscowość       | Skocznia | Reprezentacja | Skład                  | Uwagi | Źr.           |
| ------ | ---------- | ----------------- | -------- | ------------- | ---------------------- | ----- | ------------- |
| 33 (1) | 17.09.2022 | Râșnov (ROU)      | normalna | Austria [9]   | Manuel Fettner [4]     | duet  | [ 67 ] [ 68 ] |
| 33 (1) | 17.09.2022 | Râșnov (ROU)      | normalna | Austria [9]   | Daniel Tschofenig [1]  | duet  | [ 67 ] [ 68 ] |
| 34 (2) | 18.09.2022 | Râșnov (ROU)      | normalna | Austria [10]  | Julia Mühlbacher       | mikst | [ 67 ] [ 68 ] |
| 34 (2) | 18.09.2022 | Râșnov (ROU)      | normalna | Austria [10]  | Jan Hörl [1]           | mikst | [ 67 ] [ 68 ] |
| 34 (2) | 18.09.2022 | Râșnov (ROU)      | normalna | Austria [10]  | Eva Pinkelnig          | mikst | [ 67 ] [ 68 ] |
| 34 (2) | 18.09.2022 | Râșnov (ROU)      | normalna | Austria [10]  | Daniel Tschofenig [2]  | mikst | [ 67 ] [ 68 ] |
| 35 (3) | 02.10.2022 | Klingenthal (GER) | duża     | Norwegia [5]  | Silje Opseth           | mikst | [ 67 ] [ 68 ] |
| 35 (3) | 02.10.2022 | Klingenthal (GER) | duża     | Norwegia [5]  | Marius Lindvik [1]     | mikst | [ 67 ] [ 68 ] |
| 35 (3) | 02.10.2022 | Klingenthal (GER) | duża     | Norwegia [5]  | Thea Minyan Bjørseth   | mikst | [ 67 ] [ 68 ] |
| 35 (3) | 02.10.2022 | Klingenthal (GER) | duża     | Norwegia [5]  | Daniel-André Tande [1] | mikst | [ 67 ] [ 68 ] |

### Klasyfikacje drużyn

#### Klasyfikacja wszech czasów
W tabeli podano reprezentacje według liczby zwycięstw w drużynowych konkursach Letniego Grand Prix w skokach narciarskich. Do statystyk wliczono sześć konkursów drużyn mieszanych.
| Lp. | Zawodnik  | Liczba zwycięstw |
| --- | --------- | ---------------- |
| 1.  | Austria   | 10               |
| 2.  | Polska    | 7                |
| 3.  | Japonia   | 6                |
| 4.  | Niemcy    | 5                |
| 5.  | Norwegia  | 5                |
| 6.  | Finlandia | 1                |
| 6.  | Słowenia  | 1                |

#### Klasyfikacja według sezonów
W tabeli przedstawiono reprezentacje z największą liczbą zwycięstw w drużynowych konkursach Letniego Grand Prix w poszczególnych sezonach.
| Sezon | Reprezentacja | Liczba zwycięstw |
| ----- | ------------- | ---------------- |
| 1994  | Japonia       | 1                |
| 1999  | Japonia       | 1                |
| 1999  | Niemcy        | 1                |
| 2000  | Finlandia     | 1                |
| 2003  | Austria       | 1                |
| 2004  | Austria       | 1                |
| 2004  | Norwegia      | 1                |
| 2005  | Niemcy        | 1                |
| 2006  | Austria       | 1                |
| 2007  | Austria       | 1                |
| 2008  | Austria       | 1                |
| 2009  | Norwegia      | 1                |
| 2010  | Polska        | 1                |
| 2011  | Austria       | 2                |
| 2012  | Austria       | 1                |
| 2012  | Japonia       | 1                |
| 2012  | Słowenia      | 1                |
| 2013  | Japonia       | 1                |
| 2013  | Niemcy        | 1                |
| 2013  | Polska        | 1                |
| 2014  | Polska        | 1                |
| 2015  | Niemcy        | 1                |
| 2015  | Polska        | 1                |
| 2016  | Norwegia      | 1                |
| 2017  | Polska        | 1                |
| 2018  | Japonia       | 1                |
| 2018  | Polska        | 1                |
| 2019  | Japonia       | 1                |
| 2019  | Niemcy        | 1                |
| 2019  | Polska        | 1                |
| 2021  | Norwegia      | 1                |
| 2022  | Austria       | 2                |

### Klasyfikacja zawodników
W tabeli podano zawodników z co najmniej trzema zwycięstwami w drużynowych konkursach Letniego Grand Prix w skokach narciarskich.
| Lp. | Zawodnik              | Liczba zwycięstw |
| --- | --------------------- | ---------------- |
| 1.  | Dawid Kubacki         | 7                |
| 2.  | Maciej Kot            | 6                |
| 2.  | Thomas Morgenstern    | 6                |
| 2.  | Kamil Stoch           | 6                |
| 5.  | Gregor Schlierenzauer | 5                |
| 5.  | Piotr Żyła            | 5                |
| 7.  | Andreas Kofler        | 4                |
| 7.  | Manuel Fettner        | 4                |
| 9.  | Wolfgang Loitzl       | 3                |
| 10. | Yūta Watase           | 3                |